# Wojciech Gajewski (kasztelan)
Wojciech Gajewski z Błociszewa herbu Ostoja (zm. 27 grudnia 1657 w Poznaniu) – kasztelan rogoziński w latach 1653-1657, starosta wschowski w latach 1646-1647. 
Syn Łukasza i Anny Czackiej, wnuk Erazma Gajewskiego, burgrabiego kościańskiego, z żoną Apolinarą Opalińską miał synów Franciszka i Łukasza oraz córkę Teresę.
Był elektorem Jana II Kazimierza Wazy z województwa poznańskiego w 1648 roku. Poseł sejmiku średzkiego na sejm koronacyjny 1649 roku, sejm 1662, 1665, 1667 roku.
Wojciech z Błociszewa Gajewski był dziedzicem Czacza, gdzie 1653 r. postawił kościòł z cegły palonej. Kościół ten w stylu barokowym poświęcił w 1663 r. biskup enneński, Jan Kurski. Majątek Czacz Gajewski odziedziczył w r. 1639 i tam również wybudował wczesnobarokowy pałac, prawdopodobnie według projektu Krzysztofa Bonadury Starszego. Z żony Apollinary Opalińskiej, wojewodzianki poznańskiej, miał synów Franciszka i Łukasza, kasztelana santockiego. Urząd starosty odstąpił w 1649 Andrzejowi Ossowskiemu. W 1644 założył miasteczko Zaborowo